# Генрик Фоґельфенґер
Генрик Фоґельфенґер (пол. Henryk Vogelfänger, 4 жовтня 1904, Львів — 6 жовтня 1990, Варшава), сценічне ім'я Тонько — польський актор. Жив у довоєнному Львові (нині Львів, Україна), де працював юристом. Разом з Казимиром Вайдою був зіркою польського радіо, виступаючи з ним у комедійному дуеті «Щепко і Тонько», який був широко популярний в Польщі. Дует пародував стереотипи субкультури львівських батярів.

## Біографія
Походив з родини хрещених євреїв. Був випускником 6-ї старшої школи імені Станіслава Сташиця у Львові. Закінчивши університет, у 1935 році відкрив власну юридичну канцелярію. Поряд з юридичною працею, у 1933 році разом із Казимиром Вайдою («Щепко») розпочав свою комедійну кар'єру в передачі «Весела львівська хвиля» (Wesoła lwowska fala). Також знявся у трьох фільмах: «Буде краще», «Волоцюги» та «Серце батяра».
Під час Другої світової війни входив до складу трупи французьких акторів, яка виступала в Англії та на Західному фронті. Також був солдатом у першій дивізії генерала Мачека. Після війни емігрував до Великої Британії, де взяв ім'я «Генрі Баркер» та працював юристом. Повернувся до Польщі у 1988 році. Помер 6 жовтня 1990 року і був похований у Лондоні.